# Die Besucher (1993)
Die Besucher ist eine Fantasy-Komödie des französischen Regisseurs Jean-Marie Poiré aus dem Jahre 1993. Mit Jean Reno und Christian Clavier in den Hauptrollen schildert sie die Zeitreise eines mittelalterlichen Ritters und seines Knappen ins Frankreich des ausgehenden 20. Jahrhunderts. Der Film kam am 20. Mai 1993 in die deutschen Kinos und spielte weltweit fast 100 Mio., in den USA dagegen nur 600.000 Dollar ein.

## Handlung
Im Krieg zwischen den Königen Louis VI., dem Dicken von Frankreich und Henry I. von England rettet Godefroy de Montmirail Louis das Leben, und erhält zum Dank die Erlaubnis, seine Verlobte Frénégonde zu heiraten. Auf dem Weg zu ihr durchquert er einen verhexten Wald und nimmt die dort lebende Hexe gefangen. Dieser gelingt es jedoch, ein Halluzinationen erzeugendes Elixier in seine Trinkflasche zu mischen. Als Frénégonde ihm entgegengeeilt, erschießt er versehentlich deren Vater, den er unter dem Einfluss des Elixiers für einen Bären hält, der sie verfolgt. Daher weigert sich Frénégonde nun, ihn zu heiraten und ihm Nachkommen zu schenken.
Godefroy sucht Rat bei Eusebius, dem Magier seines Vaters, der ihn zurück in die Vergangenheit schicken will, um den begangenen Fehler zu korrigieren. Da der Magier aber vergesslich ist und den Zaubertrank nicht korrekt gemischt hat, landen Godefroy und sein Knappe Jacquouille, der das Gebräu vorkosten musste, im Jahr 1992. Dort werden beide zunächst getrennt: Jacquouille wird von der Landstreicherin Ginette aufgenommen, während Godefroy in seiner Angst in einer Kirche um Asyl bittet. Sein aggressives Verhalten führt zu seiner Festnahme und zur Einweisung in die psychiatrische Klinik. Seine Nachkommin Béatrice wird benachrichtigt und nimmt Godefroy bei sich auf. Jacquouille wird mit der Hilfe Ginettes ebenfalls zu Béatrice gebracht. Beide erfahren, was sich seit dem 12. Jahrhundert in Frankreich ereignet hat und dass Béatrices Vater das Schloss an den arroganten Hotelier Jacquard verkauft hat, einen Nachfahren Jacquouilles. Der Knappe begreift, dass die Zeiten der Knechtschaft für Nichtadelige vorbei sind.
Béatrice glaubt, Godefroy sei ihr an Amnesie leidender Cousin Hubert und habe das Siegel Godefroys gestohlen. Die beiden und Jacquoille mieten sich am nächsten Tag in dem zum Hotel umfunktionierten ehemaligen Schloss der Montmirails ein, da Godefroy hofft, im einstigen Verlies Eusebius’ Zauberbuch zu finden. Stattdessen entdecken sie eine Notiz des Nachfahren von Eusebius, der den zur Rückreise nötigen Trank schon vorbereitet hat. Jacquouille holt derweil den Schmuck, den er 1123 vor der geplanten Hochzeit gestohlen und versteckt hatte, und verlässt das Schloss mit Ginette, die er heiraten möchte. Als Godefroy ihn auffordert, mit ihm in die Vergangenheit zurückzukehren, weigert sich Jacquouille und vertauscht durch einen Trick sich und seinen Nachfahren Jacquard. Als Godefroy Béatrice zeigt, wie er Jacquard, den er für Jacquouille hält, verschwinden lässt, glaubt sie ihm endlich seine Zeitreisegeschichte. Schließlich kehrt er selbst in seine Zeit zurück, verhindert den fatalen Schuss auf seinen Schwiegervater und heiratet Frénégonde.
Jacquard dagegen findet sich zu seinem Entsetzen im Hochmittelalter wieder und versteht die Welt nicht mehr.

## Zum Inhalt

### Rollenhierarchie
Obwohl Godefroy der Herr Jacquouilles ist, teilen sich beide die Rolle des Helden. Es gibt keinen klassischen Antagonisten im Film, doch da die beiden Hauptrollen sich im Jahr 1992 nicht einleben können bzw. wollen und ständig durch ihr Verhalten und ihre Sprache auffallen, stoßen sie regelmäßig auf Widerstand (Polizei, Psychiater etc.). Trotzdem ist erkennbar, dass Godefroy seinen Untergebenen von oben herab behandelt, ihn beispielsweise zwingt, den Zaubertrank vorzukosten.
Die weibliche Hauptrolle ist zugleich eine Doppelrolle. Obwohl Béatrice de Montmirail länger im Film zu sehen und zu hören ist als ihre Urahnin Frénégonde, ist deren Rolle für die Handlung entscheidend.
Ginette spielt eine entscheidende Rolle für den Schluss des Films, da sie sich Jacquouilles annimmt und ihn in die Welt des späten 20. Jahrhunderts einführt. Überhaupt spielen die Nachkommen eine wichtige Rolle, doch auch der Ehemann von Béatrice, Jean-Pierre, ist in einer Nebenrolle häufig präsent.

### Verhältnis Innen- und Außenraum
Das Verhältnis von Innen- und Außenraum lässt sich nur für die Szenen, die im Mittelalter spielen, deutlich festhalten: Fast alles geschieht draußen. Die einzigen Ausnahmen sind die Szenen, in der Louis VI. Godefroy für seinen Heldenmut belohnt (findet im Zelt des Königs statt), Godefroy und seine Gefolgschaft die Hexe beobachten (die Hexe ist in ihrem Haus und die Helden schauen durch einen Spalt in der Wand), Louis VI. sich mit seiner Geliebten in einer Scheune trifft, des toten Herzogs von Pouille gedacht wird und schließlich der Magier besucht wird. Ansonst findet alles im Freien statt. Auch die Festlichkeiten zur geplanten Hochzeit von Godefroy und Frénégonde finden im Innenhof der Burg im Herzogtum Pouille statt. Bei den Szenen des 20. Jahrhunderts wechseln Innen- und Außenräume häufig, wie bei den meisten Filmen, die in der Moderne spielen.

### Konfliktsituationen
- Ritter – Diener
- Mittelalter – Moderne (konstitutiv)
- unzivilisiert – zivilisiert (konstitutiv)
- Mann – Frau

### Motive
- Unterdrückung der „normalen“, mittelalterlichen Bevölkerung
- Ehre, Ruhm, Treue (ritterliche Tugenden)
- Bildung
- Rechte bzw. Gerechtigkeit vs. Ungerechtigkeit
- zivilisierte Moderne vs. unzivilisiertes Mittelalter

### Gesellschaftsordnung und -darstellung
Die Handlung, die im Mittelalter spielt, ist stark von der Feudalgesellschaft geprägt. Jacquouille hat keine Rechte und wird von seinem Herrn Godefroy zu gefährlichen und niederen Aufgaben gezwungen (Vorangehen im verwunschenen Wald, Vorkosten des Zaubertranks). Dass Frénégonde Godefroy nur auf Geheiß des Königs heiraten darf, zeigt, welches Verständnis von Gesellschaft herrscht: Die Frau hat nicht das Recht auf die freie Wahl des Ehemannes; und eine spitze Bemerkung ihres Vaters zeigt, dass Ehen aus politischen Gründen Liebeshochzeiten vorgezogen wurden. Die Unterdrückung der Frau bzw. das Verständnis der Rolle der Frau spiegelt sich auch im restlichen Film. Obwohl Godefroy sich gegenüber seiner Nachfahrin höflich benimmt, gibt er nicht viel auf die Meinung der Frauen um ihn herum und bezeichnet diese beispielsweise als "Weibstück".
1992 findet man die uns bekannte Gesellschaftsordnung: Gleichberechtigung von Mann und Frau, Gleichheit aller Menschen. Die moderne Gesellschaft bildet einen krassen Kontrast zum Verhalten Godefroys (und auch Jacquouilles), der aus seiner mittelalterlichen Gesellschaftsidee nicht ausbrechen will. Jacquouille hingegen erkennt die Vorteile sehr schnell und beschließt deswegen, nicht ins 12. Jahrhundert zurückzukehren.

## Historischer Hintergrund

### Sprache und Gestik
Les Visiteurs arbeitet vorwiegend mit dem Sprachunterschied zwischen 12. und 20. Jahrhundert. Schon im Mittelalter gibt es eine Sequenz, in der selbst auf Französisch untertitelt wird, weil es sich tatsächlich um Altfranzösisch handelt. Im 20. Jahrhundert fällt der Kontrast durch die zum Teil sehr vulgäre Wortwahl (Bsp.: „mortecouilles“), die Imitation von Tierlauten und die seltsam anmutenden (pseudo-altfranzösischen) Verbformen auf (Bsp.: „Vous me reconnaissoit!“ statt „Vous me reconnaissez!“; „Je m’esquive“ statt „Je m’en vais“). Generell spricht Godefroy etwas gehobener als sein Knecht. Die Sprache im 12. Jahrhundert ist durchsetzt von lateinischen Wörtern oder Phrasen. Am Haus der Hexe wird ein Spruch gefunden, der sich aus westgotischen und lateinischen Wörtern zusammensetzt. Der Zauberspruch des Magiers ist ebenfalls kein richtiges Latein, auch wenn es beim ersten Hören so klingt.
Godefroy ist sehr gewalttätig all denen gegenüber, die seinem Plan, nach Hause zu gehen, im Wege stehen. Besonders Jacquouille bekommt diese Gewaltausbrüche zu spüren, und selbst fünf starke Schlafpillen lassen Godefroy nur zwei Stunden schlafen. Die Gewalt resultiert aber nicht nur aus dem Widerstand, sondern auch aus drohenden Gefahren wie einer vermeintlichen Bedrohung durch einen „Sarazenen“ (die Begegnung Jacquouilles mit einem farbigen Postboten).
Godefroys Verhalten Béatrice gegenüber ist in den meisten Fällen sehr höflich, fast schon höfisch, respektvoll und liebevoll. Ansonsten ist aber das Verhalten beider Protagonisten zu Frauen eher schroff, und sie bezeichnen störende Frauen gerne auch als „vilaine“ (Hässliche, Garstige), was immer wieder für Schockmomente sorgt.

### Mittelalterliche Bilder und Klischees
Les Visiteurs arbeitet vor allem mit mittelalterlich anmutenden Bildern und Klischees, die einen krassen Gegensatz zur Gesellschaft und zu den Menschen der 1990er Jahre darstellen.
In den Mittelalter-Sequenzen wird mit folgenden Klischees und speziellen Bildern operiert:
- Rittertum: Zum Ritter gehören sein Knappe, Rüstung, Schwert und natürlich ein Pferd (Jacquouille geht zu Fuß).
- Loyalität zum König: Godefroy riskiert sein Leben für seinen König.
- Heiratspolitik: Nur aus Dankbarkeit des Königs darf Godefroy überhaupt seine Liebe heiraten.
- Hexen: Die Hexe aus dem Wald wird gefangen genommen, doch Godefroy ist gnädig und will sie nicht foltern, sondern sofort hinrichten lassen (man foltere keine Frauen auf seinen Ländern). Diese Einstellung ist aber für das 12. Jahrhundert noch eher anachronistisch.

In der Neuzeit fällt das Mittelalterliche besonders durch Folgendes auf:
- Gestank: Die beiden Protagonisten stinken offenbar ziemlich und waschen sich auch nicht häufig.
- Kleidung: Godefroy trägt immer sein Kettenhemd mit einem Lederwams darüber. Zu Anfang und zu festlichen Anlässen trägt er seine volle Montur. Jacquouille trägt nur leicht abgewetzte und nicht sehr fein oder besonders schön gearbeitete Kleidung.
- Wappen: Godefroy und Béatrice erkennen einander und identifizieren sich über ihr Familienwappen.
- Frömmigkeit: Gleich zweimal innerhalb kurzer Zeit beten Godefroy und Jacquouille. Zunächst nach dem Kampf mit dem „Sarazenen“ und dann vor dem Schlafengehen, was Jean-Pierre etwas entsetzt. Zudem glaubt Godefroy Kirchenasyl beanspruchen zu können.

### Atmosphäre
Der Film arbeitet viel mit Licht und Musik.
Obwohl die Zeitreisenden im Herbst 1992 ankommen, sind keine Anzeichen von Herbst zu erkennen. Die Bäume sind grün, das Wetter ist schön, das Tageslicht ist nicht typisch herbstlich (weicher), und auch die Personen von 1992 gehen in T-Shirts, Shorts und Röcken durch die Kulissen. Ein Gewitter kommt nur einmal vor, wenn nämlich Godefroy mit seinem Siegel (das von 1123) auf das Schloss mit dem Siegel von 1992 zufährt, was ein zeitlich-logisches Problem mit sich bringt. Der Himmel verdunkelt sich daraufhin rasch und massiv, und es fängt an zu regnen und zu hageln. Düster ist zudem der (1992 noch intakte) geheime Kerker im Schloss gehalten.
Bis auf die Szenen, die mit Magie (der Hexer und Eusebius) zu tun haben, ist auch das Mittelalter in hellen Farben dargestellt. Es wirkt dadurch nie bedrohlich oder besonders düster.
Für die Musik wurde das französische New-Age-Musikprojekt Era engagiert, um eine besonders mittelalterlich klingende Atmosphäre zu kreieren; so klingt der Text wie Latein, ist es aber nicht. Die Musik am Schluss stammt aus dem Violinkonzert e-Moll op. 64 von Felix Mendelssohn Bartholdy (1. Satz: Allegro molto appasionato). Prinzipiell wird nur Era- bzw. klassische Musik verwendet, was eine alt anmutende Atmosphäre schaffen soll. Musik kommt nur bei speziellen Szenen (Flucht im Jahre 1992, Ritt durch den verwunschenen Wald etc.) zum Einsatz.

### Unberücksichtigte mittelalterliche Elemente
Les Visiteurs behandelt im Grunde eine Zeit des Mittelalters, die im Filmwesen immer unberücksichtigt war. Was den mittelalterlichen Hintergrund und die Szenen betrifft, so spielte die Zeit um Louis VI. nie eine Rolle, da sie wohl kein filmtaugliches Material bietet. Die Unwichtigkeit dieser Zeit wird im Film selbst verdeutlicht. Godefroy kann nicht verstehen, warum im Larousse nur ein sehr kurzer Artikel über Louis VI. und keiner über ihn steht. Béatrice macht ihm klar, dass es keinen Menschen interessiert.

## Synchronisation
| Rolle                                          | Schauspieler      | 1. Synchronsprecher (Kino) | 2. Synchronsprecher (TV) |
| Godefroy                                       | Jean Reno         | Hubertus Bengsch           | Peer Augustinski         |
| Jacquouille la Fripouille                      | Christian Clavier | Tobias Meister             | Michael Schernthaner     |
| Jacquard                                       | Christian Clavier | Hans-Jürgen Wolf           | Peter Fricke             |
| Frénégonde de Pouille / Béatrich de Montmirail | Valérie Lemercier | Evelyn Maron               | Irina Wanka              |

## Kritik
Der Film ist mit 13,78 Millionen Kinobesuchern in Frankreich der fünfterfolgreichste Film in der Geschichte des französischen Kinos. Obwohl er außerhalb Frankreichs nur wenig Anerkennung fand, wurde er durchaus mit guten Kritiken bedacht.

„Kaum erträglicher Klamauk, der mit unablässiger (auch durch die Synchronisation verschuldeter) Blödelei langweilt.“

## Trivia

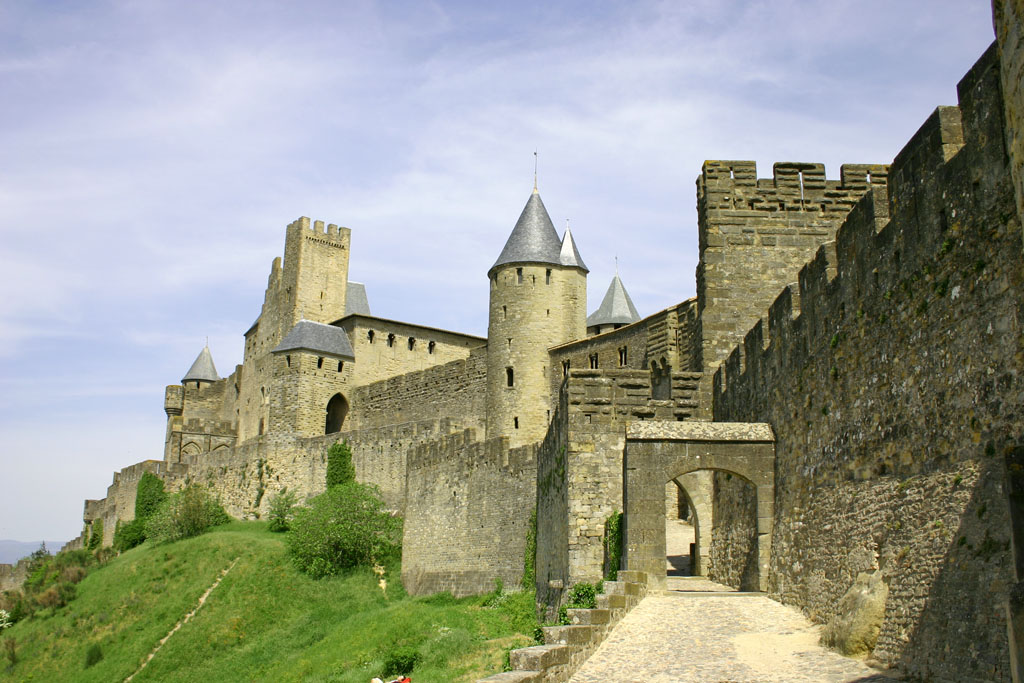
Teil der mittelalterlichen Wehranlage von Carcassonne, im Film den Aufweg zur Burg Montmirail darstellend

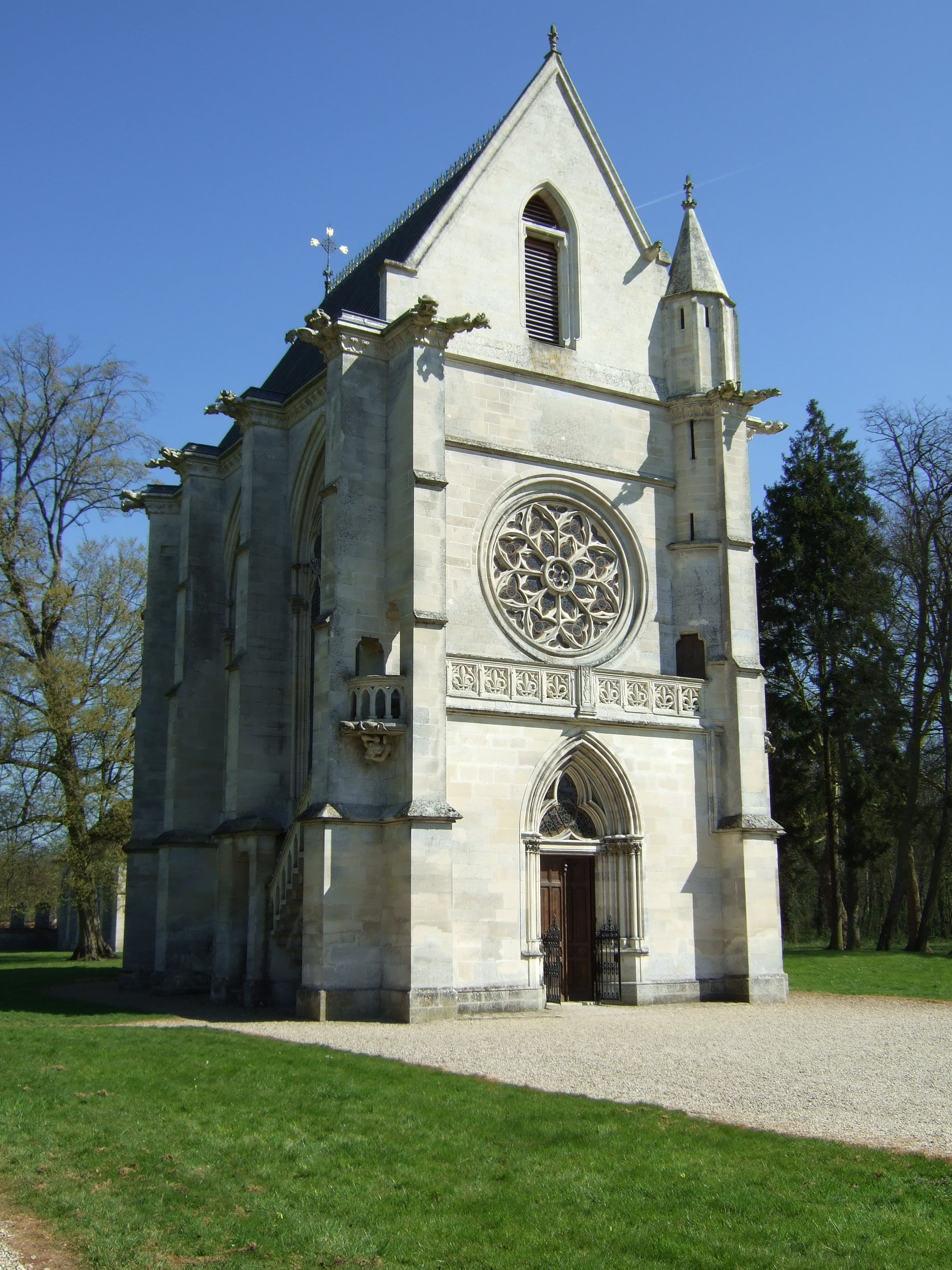
Die Kapelle von Chaalis, im Film die Kapelle des Herzogs von Pouille

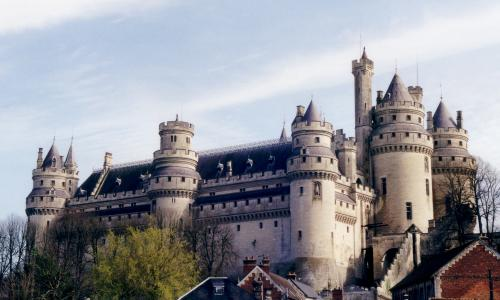
Das Château de Pierrefonds, im Film Burg des Herzogs von Pouille

Für das neuzeitliche Schloss Montmirail diente das Château d’Ermenonville in der Picardie als Kulisse, während die Burg Beynac das mittelalterliche Montmirail darstellte. Einige Szenen des mittelalterlichen Montmirail wurden zudem an der Porte de l’Aude in Carcassonne (siehe Bild) gedreht. Dies wird auch an den Nummernschildern der Autos deutlich, die mal die Plaketten des Départements Oise zeigen, an anderer Stelle die des Départements Aude. Indes liegen die beiden Départements sehr weit auseinander.
Das Haus, das im Film von Béatrice de Montmirail bewohnt wird, befindet sich in der Gemeinde Thoiry im Département Yvelines. Die kleine Kapelle, in der der tote Herzog von Pouille aufgebahrt wird und Jacquouille den Schmuck versteckt, gehört zur königlichen Abtei von Chaalis in Fontaine-Chaalis, am Rande des Waldes von Ermenonville gelegen. Als Burg des Herzogs von Pouille wurde das Château de Pierrefonds aufgenommen.
In der Synchronisation der deutschen Kinofassung wird Ritter Godefroy de Papincourt als „Sir Güllefrosche, der Verpetzte“ und sein Knappe als „Jung Winkelried“ bezeichnet; es existiert aber auch noch eine jüngere (unverblödelte) Fernseh-Synchronfassung, in der alle Namen im Original beibehalten wurden. Die Besucher ist damit einer der wenigen Filme, die für den deutschen Markt zweimal synchronisiert wurden. Auf der DVD finden sich beide Tonspuren und das französische Original.
Der vollständige Titel Godefroys im Original lautet: Godefroy Amaury de Malfête, Comte de Montmirail, d’Apremont et de Popincourt. Darüber hinaus wird mehrmals im Film auch Godefroys ehrenhafter Beiname „le hardi“ (frz. der Kühne/Verwegene) erwähnt. Der Namenszusatz „la fripouille“ seines Knappen Jacquouille bedeutet passenderweise „der Lump“. Der Adelstitel „de Pouille“ von Frénégonde deutet darauf hin, dass ihre Vorfahren aus der italienischen Region Apulien (frz. Pouille, ital. Puglia) stammen.
Die Zauberformel, um durch die Zeit zu reisen, lautet im französischen Original: „Per horus, et per ra et per solem invictus ducere.“ (Durch Horus, und durch Ra und durch die Sonne unbesiegbar führen.)
Das Credo der Grafen von Montmirail lautet: „Que je trépasse, si je faiblis.“ (Zugrunde gehe ich, wenn ich weiche. / Dass ich stürbe, wenn ich schwächelte.) Godefroy stellt ihm den Schlachtruf der französischen Ritter des 11. und 12. Jahrhunderts „Montjoie Saint-Denis!“ voran.
Im französischen Original singt Ginette ein in Frankreich bekanntes Lied, das von Patrick Bruel stammt, in einer sehr eigenwilligen Interpretation: „Casser la voix“.
Zu Beginn des Films sprechen der König von England und seine von Louis VI., dem Dicken, begehrte Tochter Englisch. Indes sprachen damals (1122) sowohl die englische Königsfamilie als auch der gesamte englische Adel nur noch Französisch, das 1066 der aus der Normandie gebürtige Wilhelm der Eroberer am Hofe eingeführt hatte.

## Fortsetzungen
- 1998 drehte Jean-Marie Poiré die Fortsetzung mit dem Titel Die Zeitritter – Auf der Suche nach dem heiligen Zahn.
- 2001 erschien eine US-amerikanische Neuverfilmung des ersten Films unter dem Titel Just Visiting – Mit Vollgas in die Zukunft. Reno und Clavier spielten neben Christina Applegate wieder die Hauptrollen.
- 2016 erschien der Film Die Besucher - Sturm auf die Bastille (Les Visiteurs – La Revolution), der direkt an die Handlung der Zeitritter von 1998 anschließt.[6]